# WRESTLE-1 GRAND PRIX 2005
WRESTLE-1 GRAND PRIX 2005（レッスル-ワン グランプリ にせんご）は、日本のプロレス興行。キャッチコピーは「プロレス界のNo.1を決めるトーナメント」。

## 歴史

### 開催までの経緯
2005年1月、新日本プロレス執行役員の上井文彦が新日本を退社して個人事務所「ビッグマウス」を設立。上井はかつてから懇意にしていた、K-1を運営するFEG代表の谷川貞治と手を組み、かつてK-1を運営していたケイ・ワンが行っていた「ファンタジーファイトWRESTLE-1」の名称を使い、ストロングスタイルのトーナメントを行うことを発表。同時にビッグマウスのスーパーバイザーとして、長らくプロレス界を離れていた前田日明が就任した。
当初は4月に横浜アリーナで開催することを発表していた。「絶対に地上波中継を付けたい」という上井の意向から当時、WRESTLE-1と同時進行で、ビッグマウスとFEGの協賛となっていた総合格闘技イベント・HERO'S（後にビッグマウスは撤退してFEG単独興行となった。前田だけはスーパーバイザーとして残っている）を中継していたTBSなどと掛け合うも、不調に終わったことから延期となった。

### 開催
上井は新日本プロレス、全日本プロレス、プロレスリング・ノアのメジャー3団体を始め、多くの団体と交渉。ザ・グレート・ムタ対曙、佐々木健介対長州力、ボブ・サップ対ジャイアント・バーナード、秋山準対柴田勝頼、諏訪間幸平対ザ・プレデター、天龍源一郎対村上和成のトーナメント戦が実現した。
さらにミル・マスカラス、テリー・ファンクのスペシャルマッチでの参戦が決まり、8月4日に両国国技館で開催した。テレビ局との交渉は不調に終わり結局、PPVチャンネルでの中継となり、開催1か月後からはUSENが展開していたインターネットテレビ「GyaO」で配信された。なお、秋山の試合だけは日本テレビのプロレスリング・ノア中継で放送された。公称観客動員数は10,500人で、ムタ、健介、サップ、秋山、諏訪間、天龍が2回戦に進出した（鈴木みのる、ジャマールはシード選手。勝利した天龍は進出辞退を発表）。
10月2日に第2戦を国立代々木競技場で開催した。公称観客動員数は8,012人と、両国国技館よりもキャパシティの大きな会場であったものの、カード的にもインパクトに欠けたため、満員にならなかった。スペシャルマッチにはドリー・ファンク・ジュニア、ジャイアント・キマラII、アブドーラ・ザ・ブッチャーが出場。谷川とサップがプロレスリング・ノアの日本武道館大会を観戦し、三沢光晴と対面した曙もノア事務所を訪ねて三沢と面会するなど、ノアに全面協力を依頼した結果、三沢が小川良成とタッグを組み、曙&スコーピオ組と対戦するスペシャルマッチがマッチメイクされた。トーナメント2回戦はムタ対健介、サップ対秋山、みのる対諏訪間、ジャマール対ドン・フライ（天龍の代打）が行われ、ムタ、サップ、みのる、ジャマールが勝ち上がった。
なおノアが全面協力する見返りとして、FEGからサップがノアに派遣され、ノアの日本武道館大会で小橋建太とシングルマッチを行うことになっていたと言われているが、サップが谷川からの依頼を断り、その後のFEGとサップのゴタゴタが起きたため、ノアには曙が参戦した。

### 延期 - 中止
第3戦の決勝トーナメントは、12月に横浜アリーナで開催されることが既に第2戦の時点で発表されていたが、全日本プロレスの渉外担当役員2名が全日本を退社してキングスロードを設立し、新日本もユークスが筆頭株主となるなど、各団体の体制と事情が目まぐるしく変化した。このことから、各団体にWRESTLE-1の窓口が無くなり、谷川も「ノアさん以外に話せる状態にない」とコメントを発表。
ま8月10日に設立したビッグマウスが運営するプロレス団体「ビッグマウス・ラウド」に上井が一生懸命になっていると谷川は話し、事実上の中止を示した。これに対し上井は「今の状態では皆様にお見せするプロレスが出来ないが、延期しても絶対にやります。絶対に決着は付けます」と話したが、現在に至るまで開催されておらず、勝ち上がったジャマールが2009年に急逝し、ムタが2023年1月に引退するなど、トーナメント再開は不可能な状況となった。

## 大会一覧

### 第1戦
- 日時 : 2005年8月4日
- 場所 : 両国国技館
- 観衆 : 10,500人

| 1.スペシャルタッグマッチ（20分１本勝負）                                 |                                                           |                                     |
| ○ミル・マスカラス テリー・ファンク                                       | 10分49秒、片エビ固め ※ダイビング・ボディーアタック        | 本間朋晃 中嶋勝彦●                  |
| 2.スペシャルシングルマッチ（20分１本勝負）                               |                                                           |                                     |
| ○カズ・ハヤシ                                                            | 14分38秒、片エビ固め ※ファイナルカット                    | AJスタイルズ●                       |
| 3.WRESTLE-1 GP 2005 1回戦（30分１本勝負）                                |                                                           |                                     |
| ○諏訪間幸平                                                              | 7分36秒、バックドロップ・ホールド                         | ザ・プレデター●                     |
| 4.WRESTLE-1 GP 2005 1回戦（30分１本勝負）                                |                                                           |                                     |
| ○天龍源一郎                                                              | 7分29秒、反則勝ち ※レフェリーに割れたビールびんを突き刺す | 村上和成●                           |
| 5.WRESTLE-1 GP 2005 1回戦（30分１本勝負）                                |                                                           |                                     |
| ○ボブ・サップ                                                            | 5分30分、横入り式エビ固め                                 | ジャイアント・バーナード● with TARU |
| 橋本真也セレモニーとして前田日明が遺影を持ち10カウントゴングが行われた。 |                                                           |                                     |
| 6.WRESTLE-1 GP 2005 1回戦（30分１本勝負）                                |                                                           |                                     |
| ○佐々木健介                                                              | 6分10秒、体固め ※ノーザンライトボム                       | 長州力●                             |
| 7.WRESTLE-1 GP 2005 1回戦（30分１本勝負）                                |                                                           |                                     |
| 〇秋山準                                                                 | 10分46秒、体固め ※リストクラッチ式エクスプロイダー        | 柴田勝頼●                           |
| 8.WRESTLE-1 GP 2005 1回戦（30分１本勝負）                                |                                                           |                                     |
| ○グレート・ムタ                                                          | 10分8秒、体固め ※ムーンサルト・プレス                     | 曙●                                 |

### 第2戦
- 日時 : 2005年10月2日
- 場所 : 国立代々木競技場
- 観衆 : 8,012人

| 1.スペシャルタッグマッチ（30分１本勝負）         |                                                  |                                              |
| ○アブドーラ・ザ・ブッチャー ジャイアント・キマラ | 10分16秒、体固め ※エルボードロップ               | ドリー・ファンク・ジュニア 中嶋勝彦●         |
| 2.スペシャルタッグマッチ（30分１本勝負）         |                                                  |                                              |
| ○ジャイアント・バーナード ザ・プレデター         | 12分20秒、体固め ※リバース・スプラッシュ         | サム・グレコ ヤン"ザ・ジャイアント"ノルキヤ● |
| 3.スペシャルタッグマッチ（30分１本勝負）         |                                                  |                                              |
| ババ・レイ ○ディーボン                           | 14分19秒、体固め ※３Ｄ                           | ジョニー・スタンボリー チャック・パルンボ●   |
| 4.WRESTLE-1 GP 2005 2回戦（30分１本勝負）        |                                                  |                                              |
| ○鈴木みのる                                      | 17分0秒、レフェリーストップ ※スリーパーホールド  | 諏訪間幸平●                                  |
| 5.WRESTLE-1 GP 2005 2回戦（30分１本勝負）        |                                                  |                                              |
| ○ジャマール with TAKAみちのく                    | 8分16秒、片エビ固め ※フライング・ソーセージ      | ドン・フライ●                                |
| 6.スペシャルタッグマッチ（30分１本勝負）         |                                                  |                                              |
| ○三沢光晴 小川良成                               | 14分51秒、片エビ固め ※ランニング・エルボーバット | 曙● スコーピオ                               |
| 7.WRESTLE-1 GP 2005 2回戦（30分１本勝負）        |                                                  |                                              |
| 〇グレート・ムタ                                 | 13分34秒、片エビ固め ※シャイニング・ウィザード   | 佐々木健介●                                  |
| 8.WRESTLE-1 GP 2005 2回戦（30分１本勝負）        |                                                  |                                              |
| ○ボブ・サップ                                    | 7分22秒、体固め ※ビーストボム                    | 秋山準●                                      |